# Kolja
Kolja (br: Kolya - Uma Lição de Amor / pt: Kolya) é um filme de 1996 dirigido por Jan Svěrák, realizado na República Tcheca.
A história se passa em Praga, durante a época do regime comunista, capital de um dos países satélites da extinta União das Repúblicas Socialistas Soviéticas (URSS).

## Sinopse
Um músico de meia-idade, solteiro convicto, namorador, faz um acordo com uma russa: Casar-se no papel em troca de dinheiro. A mulher deserta para a Alemanha Ocidental, porém deixa o filho de cinco anos em Praga.
O músico, "oficialmente o padrasto" terá que cuidar da criança, o que se revelará para ambos uma experiência única em suas vidas.

## Elenco
- Zdenek Sverák  ....    Louka Frantisek
- Andrei Chalimon .....  Kolja
- Libuse Safránková .... Klara
- Ondrej Vetchý  ....    Broz
- Stella Zázvorková … Maminka
- Ladislav Smoljak .... Houdek
- Irina Livanova ...... Nadezda
- Silvia Suvadova .... Blanka
- Liliya Malkina ..... Tamara
- Karel Hermánek ..... Musil
- Petra Spalková ..... Brozova
- René Pribil ..... Pokorny
- Miroslav Táborský … Novotny
- Slávka Budínová ..... Bustikova
- Jirí Sovák ..... Rozicka
- Regina Rázlová ...... Zubata

## Principais prêmios e indicações
Oscar (1997)
- Venceu a categoria melhor filme estrangeiro